# Obelia
Genre
Obelia est un genre d'hydrozoaires de la famille des Campanulariidae.

## Formes et milieux de vie
Obelia est un organisme marin appartenant à l'embranchement des cnidaires. Elle présente une forme dite coloniale, constituée de polypes, qui vit fixée sur des algues ou des coquillages. Cette colonie est de l'ordre de quelques centimètres. Obelia dispose aussi d'une deuxième forme : la forme dite solitaire qui s'apparente à une méduse, menant une vie libre, mobile et autonome. Cette méduse mesure moins d'un millimètre.

## Régime alimentaire
Quelle que soit la forme adoptée par Obelia, c'est un organisme prédateur. Elle dispose de cnidoblastes, qui sont des cellules venimeuses et urticantes, qui lui servent à attaquer ou à se défendre. Les proies sont détectées par le cnidocil, qui déclenche un stimulus ordonnant un afflux de liquide venimeux : l'actinocongestine, semblable au curare. C'est un processus à usage unique : le cnidoblaste doit se régénérer après avoir été utilisé. Une fois la proie paralysée ou tuée par l'actinocongestine, Obelia la ramène grâce à ses tentacules vers son hypostome, que certains scientifiques peuvent qualifier de "bouche". 

## Plan d'organisation

### La forme fixée en polypes coloniaux
Obelia a une symétrie tétraradiée.

## Liste d'espèces
Selon World Register of Marine Species (17 août 2023) :
- Obelia bidentata Clark, 1875
- Obelia castellata Clarke, 1894
- Obelia dichotoma (Linnaeus, 1758)
- Obelia diversa (Fraser, 1948)
- Obelia geniculata (Linnaeus, 1758)
- Obelia hyalina Clarke, 1879
- Obelia irregularis Fraser, 1943
- Obelia longissima (Pallas, 1766)
- Obelia oxydentata Stechow, 1914
- Obelia spongicola Watson, 2011
- Obelia striata Clarke, 1907
- Obelia tenuis Fraser, 1938

- Obelia austrogeorgiae Jäderholm, 1905 (taxon inquirendum)
- Obelia fimbriata (Dalyell, 1848) (taxon inquirendum)
- Obelia lucifera Forbes, 1848 (taxon inquirendum)
- Obelia multicilia Browne, 1902 (taxon inquirendum)
- Obelia plana (M. Sars, 1835) (taxon inquirendum)
- Obelia pyriformis (Agassiz, 1865) (taxon inquirendum)